# 1122 Neith
1122 Neith este un asteroid din centura principală, descoperit pe 17 septembrie 1928, de Eugène Delporte.